# Komáromy Alajos

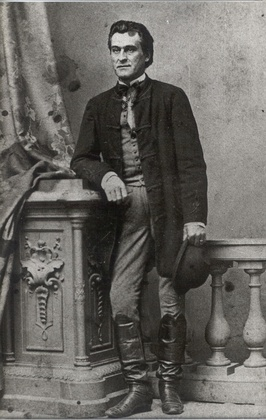
Komáromy Alajos

Komáromy Alajos (Békésgyula, 1825. április 22. – Szigetszentmiklós, 1904. július 18.) magyar színész.

## Élete
Apja jómódú polgár és városi hivatalnok volt Békésgyulán. Fia 18 éves korában Pestre ment, ahol Lendvay játéka hozta meg a kedvét a színipályához. 1845-ben lépett fel először Pázmán Mihály társulatában Zalaegerszegen.
1848-ban beállt honvédnak, s ekkortájt a Nemzeti Színházban a Bánk bánban szerepelt, s az intézmény szerződtette. mikor Windischgrätz serege a főváros felé közeledett, Komáromy Debrecenbe ment, ahol a "vörös pántlikások" közé állt. Amikor Kossuth Lajos Balmazújvárosban szemlét tartott a tábor felett, Komáromyt meglátva azt mondta: "Ilyen legény kellene vagy kétszázezer!"
1851-ben Csernovics Péter váltotta ki a katonaságból, ekkor újból színészként dolgozott. Több esztendőt töltött vidéken, majd 1859-től a Nemzeti Színház tagja lett 1887-ig, ahol Egressy Gábor szerepkörét volt hivatott átvenni, azonban inkább intrikus és szerelmes szerepekben láthatta a közönség. Később apaszerepekben tűnt fel.
Első felesége Csorba Zsuzsanna volt, aki 1872. december 20-án 55 éves korában hunyt el. Második felesége Szilvási Eszter színésznő.

## Főbb szerepei
- Katona József: Bánk bán – Bánk
- Shakespeare: Othello – Othello
- Molière: A fösvény – Cléante
- Poole: Pry Pál – Stanley
- Sardou: Az idegesek – Tuffer

## Állomáshelyei
- 1846–47: Nagyvárad, Arad
- 1847–48: Kecskemét, Nagyvárad
- 1851–52: Nagyvárad, Debrecen
- 1853: Nagyvárad, Kassa
- 1855: Kolozsvár, Debrecen, Arad
- 1855–56: Debrecen, Szatmár
- 1856–58: Nagyvárad, Bécs, Pozsony, Arad, Szeged
- 1860: Győr

## Emlékezete
- Szigetszentmiklóson utcát neveztek el róla.
- Nevét őrzi a Komáromy Alajos Hagyományőrző Huszárbandérium.